# Forced Entry
Forced Entry war eine US-amerikanische Thrash-Metal-Band aus Seattle, Washington, die im Jahr 1982 unter dem Namen Critical Condition gegründet wurde und sich im Jahr 1995 wieder auflöste. Im Jahr 2002 fand sich die Band nochmal kurz für einige Auftritte zusammen.

## Geschichte
Die Band wurde im Jahr 1982 von den Freunden Sänger und Bassist Tony Benjamins und Gitarrist Brad Hull unter dem Namen Critical Condition gegründet. Anfangs spielten sie Coverversionen von Kiss, Judas Priest und Iron Maiden. Im Jahr 1984 kam mit Colin Mattson ein Schlagzeuger zur Band. Im April 1987 nahmen sie das erste Demo namens All Fucked Up auf, dem das nächste Demo Thrashing Helpless Down im Jahr 1988 folgte. Im Jahr 1989 veröffentlichte die Band ihr Debütalbum Uncertain Future über Combat Records. Der Veröffentlichung folgten Touren mit Coroner, Atrophy, Sacred Reich und Obituary. Im Jahr 1991 folgte mit As Above, So Below das zweite Album bei Relativity Records. Nachdem sich die Band von dem Label getrennt hatte, veröffentlichten sie die EP The Shore im Jahr 1995. Die Band spielte ihr vorerst letztes Konzert in Seattle am 25. August 1995 vor 3000 Fans.
Im Jahr 2002 fand sich die Band kurz für einige Konzerte wieder zusammen.

## Stil
Die Band spielt klassischen Thrash Metal, wobei sich die Lieder von anfangs gewöhnlichen Stücken zu innovativeren Werken wandelten.

## Diskografie
- 1987: All Fucked Up (Demo, Eigenveröffentlichung)
- 1988: Thrashing Helpless Down (Demo, Eigenveröffentlichung)
- 1988: Hate Fills Your Eyes (Demo, Eigenveröffentlichung)
- 1989: Uncertain Future (Album, Combat Records)
- 1991: As Above, So Below (Album, Relativity Records)
- 1995: The Shore (EP, Morning Wood Records)